# Яковлев Владислав Генадійович
Владислав Геннадійович Яковлев (рос. Владисла́в Генна́дьевич Я́ковлев, нар. 14 лютого 2002, Москва, Росія) — російський футболіст, нападник клубу ЦСКА та молодіжної збірної Росії.
На правах оренди грає у клубі «Нижній Новгород».

## Ігрова кар'єра

### Клубна
Владислав Яковлев є вихованцем московського клубу ЦСКА, де він займався футболом з шестирічного віку. Був кращим бомбардиром на дитячих турнірах. Вигравав першість країни серед спортивних шкіл у 2017 році. Починаючи з сезону 2019/20 Яковлев почав виступати за молодіжний склад ЦСКА.
Взимку 2021 року нападник провів перший тренувальний збір з основним складом. У квітні 2021 року Яковлев зіграв свій перший матч на професійному рівні у чемпіонаті Росії. У липні 2022 року Яковлев підписав контракт з ЦСКА до 2025 року.
У січні 2023 року до кінця сезону був відданий в оренду з правом викупу у клуб РПЛ «Нижній Новгород».

### Збірна
У 2022 році Владислав Яковлев дебютував у молодіжній збірній Росії.